# Horse Ranch Mountain
Horse Ranch Mountain är  med sina 2 660 meter över havet, den högsta bergstoppen i  Zions nationalpark, i staten Utah i västra USA. Horse Ranch Mountain, som är uppbyggt av sandsten och konglomerat, ligger i den nordvästra delen av parken i det bergiga området Kolob Canyons och reser sig över bäckarna Camp Creek i norr och Taylor Creek i söder. 